# Nouvelle Théologie
La Nouvelle théologie fue un movimiento teológico, desarrollado a lo largo del siglo XX (especialmente en Francia), que trató de superar la neoescolástica y el tomismo, sistemas imperantes en la Teología católica desde la Edad Media.  

## Historia

### Origen del término y oposición a laNouvelle théologie
El término "Nouvelle théologie" fue utilizado por primera vez -de forma crítica y despectiva- en el año 1942 por Pietro Parente -teólogo italiano que llegó a ser oficial de alto rango de la Sagrada Congregación del Santo Oficio, arzobispo de Perugia (1955-1959) y cardenal desde 1967 (nombrado por el Papa Pablo VI)-  en un artículo titulado “Nuove tendenze teologiche”, publicado en el número del 9-10 de febrero de 1942 del L’osservatore romano. En 1946 volvió a ser utilizado por el Papa Pío XII en dos alocuciones dirigidas a las congregaciones generales de dominicos y jesuitas. El Pontífice criticaba en las mencionadas alocuciones esa "nueva teología, que debe evolucionar como evolucionan todas las cosas, y estar en continuo progreso, sin fijarse jamás. Si tuviéramos que abrazar semejante opinión, ¿qué sería de los dogmas inmutables de la Iglesia católica? ¿Qué sería de la unidad y estabilidad de la fe?".
Algunos teólogos insignes de la época también criticaron con dureza esta nueva corriente teológica. Así, el P. Garrigou-Lagrange, O.P. publicó un artículo ese mismo año de 1946 en la revista de la Universidad Pontificia de Santo Tomás de Aquino de Roma titulado La nouvelle théologie, où va-t-elle? (La nueva teología, ¿dónde nos lleva?) en el que dice: "Ella regresa al modernismo [elle revient au modernisme], porque ha aceptado la proposición que le habían hecho: aquella de substituir la definición tradicional de la verdad ―adaequatio rei et intellectus―, como si ella fuese quimérica, por la definición subjetiva adaequatio realis mentis et vitae". El P. Garrigou acusa a la Nouvelle théologie de revivir la herejía modernista condenada por el Papa San Pío X en 1907 por medio de la Encíclica Pascendi, y que ya había sido combatida por multitud de teólogos, entre ellos el cardenal Louis Billot, S.J. Doce años después del artículo de Garrigou, 1958, el también dominico Santiago Ramírez, O.P., publica un libro titulado Teología nueva y teología, en el que concluye:

La Nueva Teología, por el contrario, ha invertido los valores, yendo al remolque de algunas modernas y fementidas filosofías, y descristianizándose con ellas, después de abandonar las verdaderas fuentes de la teología auténtica. Es una trágica ironía llamar teología viva y renovada a la que, separándose de su principio vital, camina por las sendas de la muerte.

En 1950 el Papa Pío XII publicó la Encíclica Humani generis, en la que condena las tesis principales de la Nouvelle théologie sin mencionar este término ni nombrar explícitamente a ninguno de sus principales exponentes. 
A finales de la década de los 70, cuando la Nouvelle théologie ya se había impuesto en los principales centros de estudio europeos, también aparecieron trabajos críticos contra ella. El filósofo italiano Cornelio Fabro, C.S.S., publicó en 1974 una obra titulada L'avventura della teologia progressista (La aventura de la teología progresista), y el cardenal Giuseppe Siri, arzobispo de Génova, publicó en 1980 su obra Getsemani. Riflessioni sul movimento teologico contemporáneo (Getsemaní. Reflexiones sobre el Movimiento Teológico Contemporáneo).

### Origen y desarrollo de laNouvelle théologie
El principal representante de este movimiento es Marie-Dominique Chenu, que relató su historia y expuso su programa en un modesto y célebre opúsculo titulado Le Saulchoir: una escuela de teología (1937). Otros representantes destacados son: Pierre Teilhard de Chardin, S.J.; Henri de Lubac, S.J.; Jean Daniélou, S.J.; Yves Congar, O.P.; Hans Urs von Balthasar, S.J.; Karl Rahner, S.J.; Hans Küng, Edward Schillebeeckx, O.P.; Louis Bouyer, Pierre Ganne, Jean Mouroux y Joseph Ratzinger (el futuro Papa Benedicto XVI). 
Este movimiento gozó de gran influencia en el Concilio Vaticano II. Después del Concilio la Nouvelle théologie se impuso en la mayor parte de las universidades y centros de estudios católicos, desplazando a la neoescolástica y el tomismo. Algunos de sus grandes representantes fueron creados cardenales, como es el caso de Jean Daniélou, S.J., y Joseph Ratzinger (que llegaría a ser el Papa Benedicto XVI).

## Principios de laNouvelle théologie
Los principios de esta escuela, según sus defensores, son:
- Rechazo de la filosofía y de la teología escolástica y neoescolástica, particularmente la tomista.
- Emplear las filosofías modernas -kantismo, fenomenología, personalismo, etc.- en la reflexión teológica.
- Volver a la Biblia y a los escritos de los Santos Padres, estudiándolos en sus fuentes y al margen de reflexiones posteriores.
- Giro antropológico: el hombre toma un lugar central en la reflexión teológica. Muestra de este giro es que algunos tratados teológicos tradicionales -De gratia Christi, De personali et originali peccato, De creatione, etc.- han sido incluidos bajo el nombre genérico de Antropología teológica.